# Epinephelus latifasciatus
Epinephelus latifasciatus е вид бодлоперка от семейство Serranidae.

## Разпространение и местообитание
Този вид е разпространен в Австралия, Бахрейн, Виетнам, Египет, Еритрея, Йемен, Индия, Иран, Катар, Китай, Малайзия, Обединени арабски емирства, Оман, Пакистан, Провинции в КНР, Саудитска Арабия, Судан, Тайван, Хонконг, Шри Ланка, Южна Корея и Япония.
Обитава крайбрежията и пясъчните дъна на океани, морета и заливи. Среща се на дълбочина от 20 до 143 m, при температура на водата от 20,4 до 26,8 °C и соленост 33,6 – 38,6 ‰.

## Описание
На дължина достигат до 1,4 m, а теглото им е максимум 58,6 kg.